# Ba Wazir
Les Ba Wazir (en arabe : البا وزير), également appelés Ba’awazir, sont une famille noble originaire de Bagdad et du Hadramout au Yémen. Descendants des Abbassides, ils ont joué un rôle important en tant que ministres sous les califes abbassides et se sont établis dans l'Océan Indien, notamment aux Comores.

## Origine et généalogie
La famille Al-Ba Wazir descend de la lignée abbasside à travers Muhammad (Mawla Araf), fils de Salim, fils d’Abdullah, fils de Yaqub (qui a une tombe connue à Al-Mukalla), fils de Yusuf, fils d’Ali Al-Wazir, fils de Tirad, fils de Muhammad, fils d’Ali, fils d’Al-Hassan, fils de Muhammad, fils d’Abdulwahab, fils de Suleiman, fils de Muhammad, fils de Suleiman, fils d’Abdullah Al-Zainabi, fils de Muhammad, fils d’Ibrahim Al-Imam, fils de l’Imam Muhammad Al-Kamil, fils de l’Imam Ali Al-Sajjad, fils d’Abdullah (le savant de la communauté et interprète du Coran), fils d’Al-Abbas (oncle du prophète Mahomet), fils d’Abdulmuttalib, fils de Hashim, fils d’Abd Manaf.
Le nom Ba Wazir signifie « ministre », en référence à Ali Al-Wazir, dernier ministre abbasside sous les califes Al-Muqtafi li-Amr Allah et Al-Mustarshid bi-Amr Allah.

## Migration vers l'Hadramaout et l'océan Indien
Après la chute du pouvoir abbasside, les Ba Wazir se sont réfugiés en Asie mineure puis en Hadramout, au Yémen. L’ancêtre Maoula Araf Mohamed bin Salim (XIIIe et XIVe siècles) était un éminent soufi et contemporain de Faqih Al Muqaddam Muhamad bin Ali Ba’alawi.
Au XVIIIe siècle, Moussa bin Abdourahaman Ba’awazir s’installa aux Comores et épousa la Princesse de l’Higna Fwambaya, Nema Fedha. De leur union naquirent :
- Moina Yesha binti Moussa, épouse de Mbae Trambwe ;
- Boina Hadji bin Moussa, Sultan de Hamahamet et père des sultans :
- Fey Foumou Boina Hadji
- Mbaantsi Boina Hadji, sultan du Mitsamihouli
- Mbafumu Boina Hadji, sultan du Hamahamet
- Mwigni Mdji Boina Hadji, sultan du Bambao
- Djumbe Fumu bin Boina Hadji,sultan du Hamahamet

## Influence politique et religieuse aux Comores
Les Ba Wazir ont joué un rôle majeur dans les sultanats comoriens, notamment à Mbeni. Leur influence repose sur :
- l’administration et la gestion des sultanats ;
- les alliances avec d’autres familles royales ;
- la diffusion du sunnisme et du soufisme.

L’ancien président comorien Mohamed Taki Abdoulkarim était issu de cette lignée.

## Héritage et contributions
Les Ba Wazir ont marqué l’histoire comorienne par leur rôle de dirigeants, érudits et commerçants. Leur présence reflète l’influence du commerce maritime entre le Yémen, la Corne de l'Afrique et les Comores.